# Sydostasiatiska mästerskapet i fotboll för damer 2012
Sydostasiatiska mästerskapet i fotboll för damer 2012 var det 6:e sydostasiatiska mästerskapet för damer och avgjordes mellan 13 och 22 september 2012 i Vietnam. Turneringen vanns av värdnationen Vietnam före Burma och Thailand.

## Gruppspel

### Grupp A
| Nr | Lag          | S | V | O | F | GM | IM | MS  | P |
| -- | ------------ | - | - | - | - | -- | -- | --- | - |
| 1  | Vietnam      | 3 | 3 | 0 | 0 | 16 | 3  | +13 | 9 |
| 2  | Burma        | 3 | 2 | 0 | 1 | 15 | 2  | +13 | 6 |
| 3  | Filippinerna | 3 | 1 | 0 | 2 | 9  | 9  | 0   | 3 |
| 4  | Singapore    | 3 | 0 | 0 | 3 | 2  | 28 | −26 | 0 |

| 1           | 13 september 2012 | Burma                                      | 3 – 0           | Filippinerna | Thong Nhat Stadium                              |                                                 |
| 16:00 UTC+7 | 16:00 UTC+7       | San San Maw 5′, 82′ (str.) Nilar Myint 38′ | (2 – 0) Rapport |              | Ho Chi Minh-staden Domare: Rita Gani (Malaysia) | Ho Chi Minh-staden Domare: Rita Gani (Malaysia) |
| 16:00 UTC+7 | 16:00 UTC+7       |                                            |                 |              | Ho Chi Minh-staden Domare: Rita Gani (Malaysia) | Ho Chi Minh-staden Domare: Rita Gani (Malaysia) |
| 16:00 UTC+7 | 16:00 UTC+7       |                                            |                 |              | Ho Chi Minh-staden Domare: Rita Gani (Malaysia) | Ho Chi Minh-staden Domare: Rita Gani (Malaysia) |

| 2           | 13 september 2012 | Vietnam | 10 – 00         | Singapore | Thong Nhat Stadium |                    |
| 18:00 UTC+7 | 18:00 UTC+7       | Nguyễn Thị Muôn 7′, 18′, 24′, 40′ Nguyễn Thị Hòa 9′ Nguyễn Thị Minh Nguyệt 49′, 54′, 63′ Nguyễn Thị Tuyết Dung 55′ Nguyễn Thị Xuyến 76′ | (5 – 0) Rapport |           | Ho Chi Minh-staden | Ho Chi Minh-staden |
| 18:00 UTC+7 | 18:00 UTC+7       | |                 |           | Ho Chi Minh-staden | Ho Chi Minh-staden |
| 18:00 UTC+7 | 18:00 UTC+7       | |                 |           | Ho Chi Minh-staden | Ho Chi Minh-staden |

| 4           | 15 september 2012 | Filippinerna           | 2 – 4           | Vietnam                                                                                      | Thong Nhat Stadium |                    |
| 16:00 UTC+7 | 16:00 UTC+7       | Heather Cooke 53′, 89′ | (0 – 2) Rapport | 17′ Nguyễn Thị Muôn 25′ Nguyễn Thị Kim Tiến 61′ Lê Thu Thanh Hương 66′ Nguyễn Thị Tuyết Dung | Ho Chi Minh-staden | Ho Chi Minh-staden |
| 16:00 UTC+7 | 16:00 UTC+7       |                        |                 |                                                                                              | Ho Chi Minh-staden | Ho Chi Minh-staden |
| 16:00 UTC+7 | 16:00 UTC+7       |                        |                 |                                                                                              | Ho Chi Minh-staden | Ho Chi Minh-staden |

| 5           | 15 september 2012 | Singapore | 00 – 11         | Burma | Thong Nhat Stadium                                    |                                                       |
| 18:30 UTC+7 | 18:30 UTC+7       |           | (0 – 7) Rapport | 6′, 13′, 58′ Khin Moe Wai 24′, 44′ San San Maw 19′, 41′ Nilar Myint 45+1′, 69′ Yee Yee Oo 81′ (sjm.) Shida Baker 87′ Thidar Oo | Ho Chi Minh-staden Domare: Kate Jacewicz (Australien) | Ho Chi Minh-staden Domare: Kate Jacewicz (Australien) |
| 18:30 UTC+7 | 18:30 UTC+7       |           |                 | | Ho Chi Minh-staden Domare: Kate Jacewicz (Australien) | Ho Chi Minh-staden Domare: Kate Jacewicz (Australien) |
| 18:30 UTC+7 | 18:30 UTC+7       |           |                 | | Ho Chi Minh-staden Domare: Kate Jacewicz (Australien) | Ho Chi Minh-staden Domare: Kate Jacewicz (Australien) |

| 7           | 17 september 2012 | Burma           | 1 – 2           | Vietnam                                         | Thong Nhat Stadium                                        |                                                           |
| 16:00 UTC+7 | 16:00 UTC+7       | San San Maw 38′ | (1 – 1) Rapport | 8′ (str.) Trần Thị Kim Hồng 77′ Chương Thị Kiều | Ho Chi Minh-staden Domare: Patchaya Boonprasit (Thailand) | Ho Chi Minh-staden Domare: Patchaya Boonprasit (Thailand) |
| 16:00 UTC+7 | 16:00 UTC+7       |                 |                 |                                                 | Ho Chi Minh-staden Domare: Patchaya Boonprasit (Thailand) | Ho Chi Minh-staden Domare: Patchaya Boonprasit (Thailand) |
| 16:00 UTC+7 | 16:00 UTC+7       |                 |                 |                                                 | Ho Chi Minh-staden Domare: Patchaya Boonprasit (Thailand) | Ho Chi Minh-staden Domare: Patchaya Boonprasit (Thailand) |

| 8           | 17 september 2012 | Filippinerna                                                                                                 | 7 – 2   | Singapore                | Thong Nhat Stadium |                    |
| 18:30 UTC+7 | 18:30 UTC+7       | Heather Cooke 37′, 55′, 57′ Patrice Impelido 19′ Marice Magdolot 75′ Samantha Nierras 76′ Abigail Komarc 90′ | Rapport | 71′, 77′ Kamaliah Hashim | Ho Chi Minh-staden | Ho Chi Minh-staden |
| 18:30 UTC+7 | 18:30 UTC+7       | |         |                          | Ho Chi Minh-staden | Ho Chi Minh-staden |
| 18:30 UTC+7 | 18:30 UTC+7       | |         |                          | Ho Chi Minh-staden | Ho Chi Minh-staden |

### Grupp B
| Nr | Lag      | S | V | O | F | GM | IM | MS | P |
| -- | -------- | - | - | - | - | -- | -- | -- | - |
| 1  | Thailand | 2 | 2 | 0 | 0 | 7  | 0  | +7 | 6 |
| 2  | Laos     | 2 | 1 | 0 | 1 | 3  | 5  | −2 | 3 |
| 3  | Malaysia | 2 | 0 | 0 | 2 | 2  | 7  | −5 | 0 |

| 3           | 14 september 2012 | Thailand                                                                           | 4 – 0   | Malaysia | Thong Nhat Stadium                                   |                                                      |
| 16:00 UTC+7 | 16:00 UTC+7       | Junpen Seesraum 10′ Nisa Romyen 31′ Wilaiporn Boothduang 75′ Chidtawan Chawong 84′ | Rapport |          | Ho Chi Minh-staden Domare: Mai Hoàng Trang (Vietnam) | Ho Chi Minh-staden Domare: Mai Hoàng Trang (Vietnam) |
| 16:00 UTC+7 | 16:00 UTC+7       |                                                                                    |         |          | Ho Chi Minh-staden Domare: Mai Hoàng Trang (Vietnam) | Ho Chi Minh-staden Domare: Mai Hoàng Trang (Vietnam) |
| 16:00 UTC+7 | 16:00 UTC+7       |                                                                                    |         |          | Ho Chi Minh-staden Domare: Mai Hoàng Trang (Vietnam) | Ho Chi Minh-staden Domare: Mai Hoàng Trang (Vietnam) |

| 6           | 16 september 2012 | Malaysia                                | 2 – 3           | Laos                                                                       | Thong Nhat Stadium                                 |                                                    |
| 16:00 UTC+7 | 16:00 UTC+7       | Masturah Majid 41′ Zaryatie Zakaria 79′ | (1 – 2) Rapport | 6′ Keota Phongoudom 19′ Souphavanh Phayvanh 80′ (str.) Suchitta Phonharath | Ho Chi Minh-staden Domare: Công Thị Dung (Vietnam) | Ho Chi Minh-staden Domare: Công Thị Dung (Vietnam) |
| 16:00 UTC+7 | 16:00 UTC+7       |                                         |                 |                                                                            | Ho Chi Minh-staden Domare: Công Thị Dung (Vietnam) | Ho Chi Minh-staden Domare: Công Thị Dung (Vietnam) |
| 16:00 UTC+7 | 16:00 UTC+7       |                                         |                 |                                                                            | Ho Chi Minh-staden Domare: Công Thị Dung (Vietnam) | Ho Chi Minh-staden Domare: Công Thị Dung (Vietnam) |

| 9           | 18 september 2012 | Thailand                                                        | 3 – 0           | Laos | Thong Nhat Stadium                                    |                                                       |
| 16:00 UTC+7 | 16:00 UTC+7       | Anootsara Maijarern 6′ Taneekarn Dangda 35′ Junpen Seesraum 82′ | (2 – 0) Rapport |      | Ho Chi Minh-staden Domare: Kate Jacewicz (Australien) | Ho Chi Minh-staden Domare: Kate Jacewicz (Australien) |
| 16:00 UTC+7 | 16:00 UTC+7       |                                                                 |                 |      | Ho Chi Minh-staden Domare: Kate Jacewicz (Australien) | Ho Chi Minh-staden Domare: Kate Jacewicz (Australien) |
| 16:00 UTC+7 | 16:00 UTC+7       |                                                                 |                 |      | Ho Chi Minh-staden Domare: Kate Jacewicz (Australien) | Ho Chi Minh-staden Domare: Kate Jacewicz (Australien) |

## Slutspel

### Slutspelsträd
|  | Semifinaler | Semifinaler |       |      | Final          | Final |  |
|  |             |             |       |      |                |       |  |
|  |             |             |       |      |                |       |  |
|  | Vietnam     | 7           |       |      |                |       |  |
|  | Laos        | 0           |       |      |                |       |  |
|  |             |             |       |      |                |       |  |
|  |             |             |       |      |                |       |  |
|  |             |             |       |      | Vietnam (str.) | 0 (4) |  |
|  |             | Burma       | 0 (3) |      |                |       |  |
|  |             |             |       |      |                |       |  |
|  |             |             |       |      |                |       |  |
|  |             |             |       |      | Bronsmatch     |       |  |
|  |             |             |       |      |                |       |  |
|  | Thailand    | 0           |       | Laos | 1              |       |  |
|  | Burma       | 1           |       |      | Thailand       | 14    |  |

### Semifinaler
| 10          | 20 september 2012 | Vietnam                                                                                                | 7 – 0           | Laos | Thong Nhat Stadium                                    |                                                       |
| 16:00 UTC+7 | 16:00 UTC+7       | Nguyễn Thị Minh Nguyệt 5′, 66′ Nguyễn Thị Muôn 15′, 18′ Nguyễn Thị Hòa 68′, 72′ Lê Thu Thanh Hương 77′ | (3 – 0) Rapport |      | Ho Chi Minh-staden Domare: Kate Jacewicz (Australien) | Ho Chi Minh-staden Domare: Kate Jacewicz (Australien) |
| 16:00 UTC+7 | 16:00 UTC+7       | |                 |      | Ho Chi Minh-staden Domare: Kate Jacewicz (Australien) | Ho Chi Minh-staden Domare: Kate Jacewicz (Australien) |
| 16:00 UTC+7 | 16:00 UTC+7       | |                 |      | Ho Chi Minh-staden Domare: Kate Jacewicz (Australien) | Ho Chi Minh-staden Domare: Kate Jacewicz (Australien) |

| 11          | 20 september 2012 | Thailand | 0 – 1           | Burma           | Thong Nhat Stadium                              |                                                 |
| 18:30 UTC+7 | 18:30 UTC+7       |          | (0 – 0) Rapport | 67′ San San Maw | Ho Chi Minh-staden Domare: Rita Gani (Malaysia) | Ho Chi Minh-staden Domare: Rita Gani (Malaysia) |
| 18:30 UTC+7 | 18:30 UTC+7       |          |                 |                 | Ho Chi Minh-staden Domare: Rita Gani (Malaysia) | Ho Chi Minh-staden Domare: Rita Gani (Malaysia) |
| 18:30 UTC+7 | 18:30 UTC+7       |          |                 |                 | Ho Chi Minh-staden Domare: Rita Gani (Malaysia) | Ho Chi Minh-staden Domare: Rita Gani (Malaysia) |

### Bronsmatch
| 12          | 22 september 2012 | Laos                    | 01 – 14         | Thailand | Thong Nhat Stadium                                   |                                                      |
| 16:00 UTC+7 | 16:00 UTC+7       | Souphavanh Phayvanh 44′ | (1 – 5) Rapport | 2′, 8′, 66′, 81′ Junpen Seesraum 13′, 20′ Rattikan Thongsombut 36′ Chidtawan Chawong 63′, 64′, 90′ Kanjana Sungngoen 79′ Anootsara Maijarern 70′ Duangnapa Sritala 83′, 85′ Taneekarn Dangda | Ho Chi Minh-staden Domare: Mai Hoàng Trang (Vietnam) | Ho Chi Minh-staden Domare: Mai Hoàng Trang (Vietnam) |
| 16:00 UTC+7 | 16:00 UTC+7       |                         |                 | | Ho Chi Minh-staden Domare: Mai Hoàng Trang (Vietnam) | Ho Chi Minh-staden Domare: Mai Hoàng Trang (Vietnam) |
| 16:00 UTC+7 | 16:00 UTC+7       |                         |                 | | Ho Chi Minh-staden Domare: Mai Hoàng Trang (Vietnam) | Ho Chi Minh-staden Domare: Mai Hoàng Trang (Vietnam) |

### Final
| 13          | 22 september 2012 | Vietnam                                                                   | 0000 0 – 0 (e.fl.)         | Burma                                                                     | Thong Nhat Stadium                                        |                                                           |
| 18:30 UTC+7 | 18:30 UTC+7       |                                                                           | Rapport                    |                                                                           | Ho Chi Minh-staden Domare: Patchaya Boonprasit (Thailand) | Ho Chi Minh-staden Domare: Patchaya Boonprasit (Thailand) |
| 18:30 UTC+7 | 18:30 UTC+7       |                                                                           |                            |                                                                           | Ho Chi Minh-staden Domare: Patchaya Boonprasit (Thailand) | Ho Chi Minh-staden Domare: Patchaya Boonprasit (Thailand) |
| 18:30 UTC+7 | 18:30 UTC+7       | Trần Thị Kim Hồng Lê Thị Thương Nguyễn Thị Minh Nguyệt Lê Thu Thanh Hương | Straffsparksläggning 4 – 3 | Myint Myint Aye Phu Pwint Khaing Nilar Myint Khin Moe Wai Khin Marlar Tun | Ho Chi Minh-staden Domare: Patchaya Boonprasit (Thailand) | Ho Chi Minh-staden Domare: Patchaya Boonprasit (Thailand) |